# گورستان در اشکفت
گورستان در اشکفت در شهرستان خرم‌آباد، بخش مرکزی، دهستان کرگاه شرقی، روستای دراشکفت واقع شده و این اثر در تاریخ ۲۲ اسفند ۱۳۸۵ با شمارهٔ ثبت ۱۸۱۴۰ به‌عنوان یکی از آثار ملی ایران به ثبت رسیده است.